# John Stillings
John Stuart Stillings (født 23. juli 1955 i Sedro-Wooley, Washington, USA) er en amerikansk tidligere roer.
Stillings vandt en sølvmedalje i firer med styrmand ved OL 1984 i Los Angeles, hvor han var bådens styrmand. Thomas Kiefer, Gregory Springer, Michael Bach og Edward Ives var roerne. I finalen blev den amerikanske båd besejret af Storbritannien, der vandt guld, mens New Zealand fik bronze. Det var hans eneste OL-deltagelse.

## OL-medaljer
- 1984:  Sølv i firer med styrmand